# Esplanade du Maréchal-Foch
L’esplanade du Maréchal-Foch est une place de la ville de Saintes, dans le département français de la Charente-Maritime.
Elle doit son nom à Ferdinand Foch (1851-1929), maréchal de France et artisan de la victoire alliée lors de la Première Guerre mondiale.

## Présentation
L'esplanade du Maréchal-Foch se situe dans le prolongement du Cours national (principale artère du centre-ville) et de la rue Alsace-Lorraine (important axe piétonnier du centre historique). Aménagée sous la Restauration, elle s'étend en partie à l'emplacement des anciennes douves (matérialisées par l'actuel Cours national) et du couvent des Cordeliers (démoli après la Révolution).
Ce n'est toutefois que sous le Second Empire qu'elle commence à prendre l'aspect qui est aujourd'hui le sien. Elle accueille ainsi le théâtre (1852) puis le palais de justice (1863), siège de la cour d'assises départementale. Ce dernier reste de loin le monument le plus imposant de la place, qui constitue en quelque sorte son parvis. De part et d'autre de ces deux monuments emblématiques qui se font face s'élèvent des immeubles cossus (en particulier les immeubles Domond, réalisés entre 1848 et 1851, encore très marqués par l'esthétique néo-classique), ainsi qu'une galerie commerciale (Galerie du Bois d'Amour).
La majeure partie de l'esplanade est occupée par un square (square du Maréchal-Foch), lieu de détente privilégié de nombreux Saintais. Celui-ci accueille le monument aux morts (1922), œuvre du sculpteur Émile Peyronnet. Ce mémorial représente un « poilu » agonisant, le regard tourné vers une figure féminine distribuant des couronnes de lauriers, personnification de la Gloire. Il est soutenu par une infirmière, hommage aux nombreux « Anges blancs » chargées de prodiguer les premiers soins aux combattants durant la Première Guerre mondiale.
L'esplanade du Maréchal-Foch est le point de convergence de toutes les lignes de transports urbains et sub-urbains du réseau BUSS (bus, midibus et minibus). Elle est également le lieu de départ des principales cérémonies militaires, à commencer par le défilé de la fête nationale.